# ولادیسلاوا تانچه‌وا
ولادیسلاوا تانچه‌وا (به انگلیسی: Vladislava Tancheva) ژیمناست زادهٔ ۱۸ مهٔ ۱۹۸۷ میلادی اهل کشور بلغارستان است.